# Rose-Marie Farinella
Rose-Marie Farinella (née El Kabbash) est une professeure des écoles française, spécialisée dans l'analyse des infox (fake news).

## Biographie
Elle est institutrice dans une école primaire de Taninges, en Haute-Savoie. Elle réalise depuis 2014 un projet d'Éducation aux médias et à l'information auprès d'enfants à partir de 10 ans. Elle a remporté plusieurs prix pour son travail dans le développement de l'esprit critique des enfants pour distinguer des informations avérées de fake news. Le projet « Info ou Intox sur le web, comment faire la différence, dès l’école primaire ? » intègre notamment une réflexion sur l'objectivité / la subjectivité, les biais cognitifs, le fonctionnement des moteurs de recherche. la vérification des sources, le croisement des informations, la contextualisation des textes et des images et la cyber citoyenneté.

## Récompenses
Rose-Marie Farinella a reçu le 2e prix européen, dans la catégorie « enseignants » du Saferinternet 4EU Awards - un événement organisé sous l’égide de la Communauté Européenne- en novembre 2018 à Bruxelles.
Elle a également reçu le 3e prix mondial d'éducation aux médias organisé par l’UNESCO à Kingston, en Jamaïque en octobre 2017.
En outre, elle a reçu 3 prix nationaux en 2016 et 2017 :
- Lauréate de la catégorie 1er degré à la "Conférence Nationale sur la culture numérique et l’éducation aux médias" à l’Ifé (Institut Français de l'Éducation) à Lyon en 2017. Poster réalisé avec sa classe[5]
- Lauréate de la catégorie "projet pédagogique", pour le projet "Info ou Intox sur le web, comment faire la différence, dès l’école primaire ?", aux Assises du journalisme organisé par l’association Journalisme & Citoyenneté en 2016[6].
- Prix de l’éducation aux médias dans la catégorie projet pour l'élémentaire, Forum des enseignants innovants et de l'innovation éducative en 2016[7].

Par ailleurs, elle a reçu en juin 2009 un prix du journal scolaire du concours national Alexandre Varenne, organisé conjointement par la Fondation Varenne, le Clemi, et Jets d’encre, dans la catégorie « Petit » pour « Mon premier journal » (un journal réalisé avec ses élèves de maternelle),.
Elle a été nommée Chevalier de l’Ordre des Palmes académiques par décret en date du 3 août 2017.
Elle est élevée au rang de chevalier de la Légion d'honneur le 14 juillet 2019.

## Publications
- Participation à un ouvrage collectif Des têtes bien faites/ Défense de l’esprit critique paru chez Puf en janvier 2019, sous la direction de Nicolas Gauvrit et Sylvain Delouvée (chapitre 13)[11].
- Rose-Marie Farinella et Estelle Warin (ill. Dume), Stop à la manipulation : Comprendre l’info / Décrypter les fake-news, Bayard éditions, 13 octobre 2021, 72 p. (ISBN 979-1-0363-2882-4, EAN 9791036328824)[12].